# No es cosa de risa
No es cosa de risa es una película documental dirigida por Diego Fortea y Jonathan Belles. El filme recoge ciertas interioridades del ámbito cultural como la popularidad, la relación con el público, la censura, el 21% de IVA cultural o la incursión del intérprete en otros medios. Estos temas son introducidos y desarrollados en relación con el reparto conformado por Pablo Motos, Juan Echanove, Josema Yuste, Raquel Martos, Gracia Olayo, Santi Rodríguez, Terele Pávez, Carlos Latre y Moncho Borrajo. Su estreno oficial tuvo lugar el 23 de noviembre en el Teatro Talia de Valencia con una amplia recepción de público.

## Producción
Diego Fortea originó el proyecto como Trabajo Final de Grado en Bellas Artes, dentro de la Universitat Politècnica de València. En solitario y prácticamente sin medios, aunque contando con colaboraciones puntuales, entablaría las primeras entrevistas de la cinta, personalizadas por Pablo Motos, Santi Rodríguez, Juan Echanove, Moncho Borrajo y Carlos Latre.
Tras finalizar sus estudios y editar un primer tráiler promocional, 451 Producciones se fijaría en el documental para después incorporarse contribuyendo en labores de dirección, producción y distribución. El realizador Jonathan Belles supervisaría una renovada fase de montaje que incluiría las entrevistas de otros rostros del mundo de la comedia: Josema Yuste, Raquel Martos, Terele Pávez y Gracia Olayo. El equipo conformado por Jonathan, Diego y Beatriz Heredia se trasladaría a Madrid para llevar a cabo estas nuevas entrevistas.

## Contenido
La voz en off del locutor Marce Valera oficia la narrativa del documental, orientándonos por cada uno de los bloques temáticos que lo caracterizan. Con Pablo Motos se inicia el primer acto haciendo mención a los comienzos en el mundo del espectáculo. Asimismo, Raquel Martos y Josema Yuste son presentados apoyando esta misma cuestión. Más tarde, Santi Rodríguez comienza hablando sobre los mecanismos del humor y de qué manera influyen sobre su relación con el público. Es ahí cuando el resto del reparto interviene para terminar ahondando en aspectos ligados a las consecuencias y paradojas de trabajar frente a un número masivo de espectadores. Tras abarcar cuestiones como la popularidad y la  distorsionada imagen acerca del ego del artista, el cierre del documental se intensifica con respecto a aspectos relacionados con la censura y el 21 % de IVA cultural.